# Тарака
Тара́ка (пол. Taraka) — польсько-український музичний гурт.

## Заснування
Тараку започаткував у 2012 році у Польщі Кароль Кус, який став для гурту композитором, продюсером та автором пісень. Він також став солістом Тараки.

## Музика
Тарака створює та виконує симбіоз слов'янської, єврейської та циганської музики.

### Альбоми
- 2013 рік — «Бява вудка» (пол. „Biała wódka“);
- 2014 рік — «Подай руку Україні» (пол. „Podaj Rękę Ukrainie“).

## Фільмографія
Тарака спільно з Еспресо TV зняли документальний фільм «Укроп» про російсько-українську війну, яка почалася в 2014 році.

## Склад гурту
Тарака складається із музикантів із Польщі та України.
- Кароль Кус — вокал (соліст), гітара;
- Роман Хранюк — гітара.

## Громадянська позиція
Гурт підтримував Євромайдан і підтримує українську сторону в російсько-українській війні, яка почалася в 2014 році.

## Цікаві факти
- Пісня гурту «Подай руку Україні» із однойменного альбому стала однією з найпопулярніших пісень на Євромайдані, її назвали одним із гімнів Революції гідності.
- Всі прибутки від продажу альбому «Подай руку Україні» гурт переказав родинам загиблих на Євромайдані.
- Гурт дає концерти українським воякам російсько-української війни, яка почалася в 2014 році.[1]